# Port Moody (Columbia Británica)

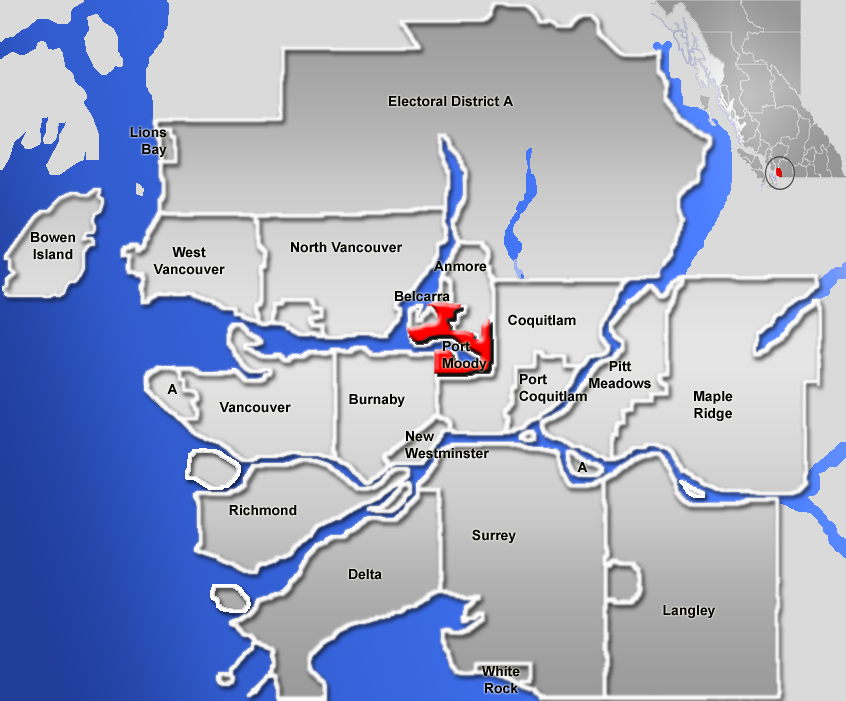
Port Moody, ubicación.

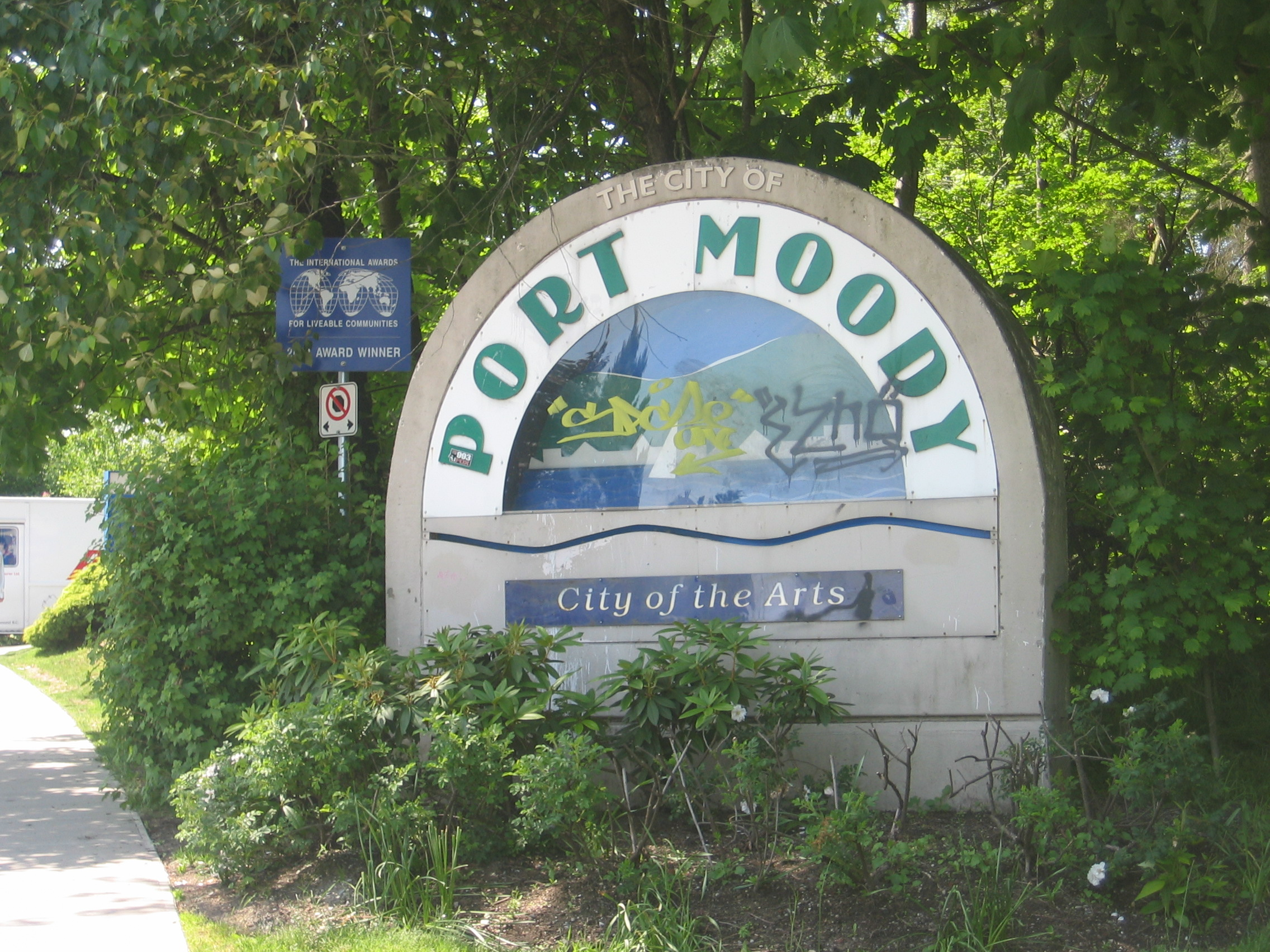
Cartel de bienvenida a la localidad.

Port Moody es una ciudad canadiense de la provincia de Columbia Británica. Es parte del Distrito Regional del Gran Vancouver, y forma parte del Área Metropolitana de Vancouver. Su extensión es de 26.21 km². Lleva su nombre en honor a Richard Moody.

## Demografía
Tiene una población de 23,816 habitantes, según el censo de 2001.